# 光復屯門公園 (2019年9月)

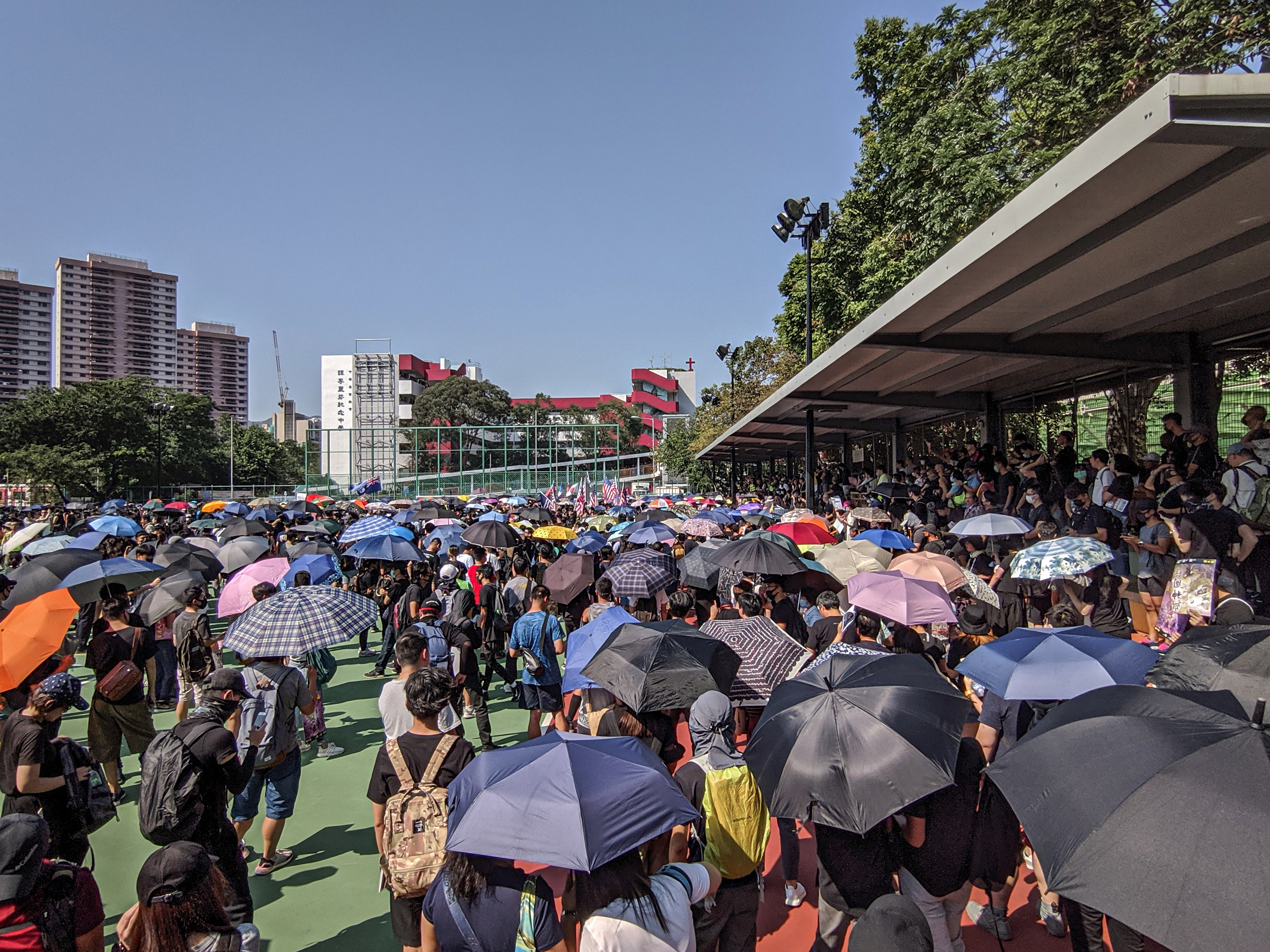
示威者在新和里遊樂場集合

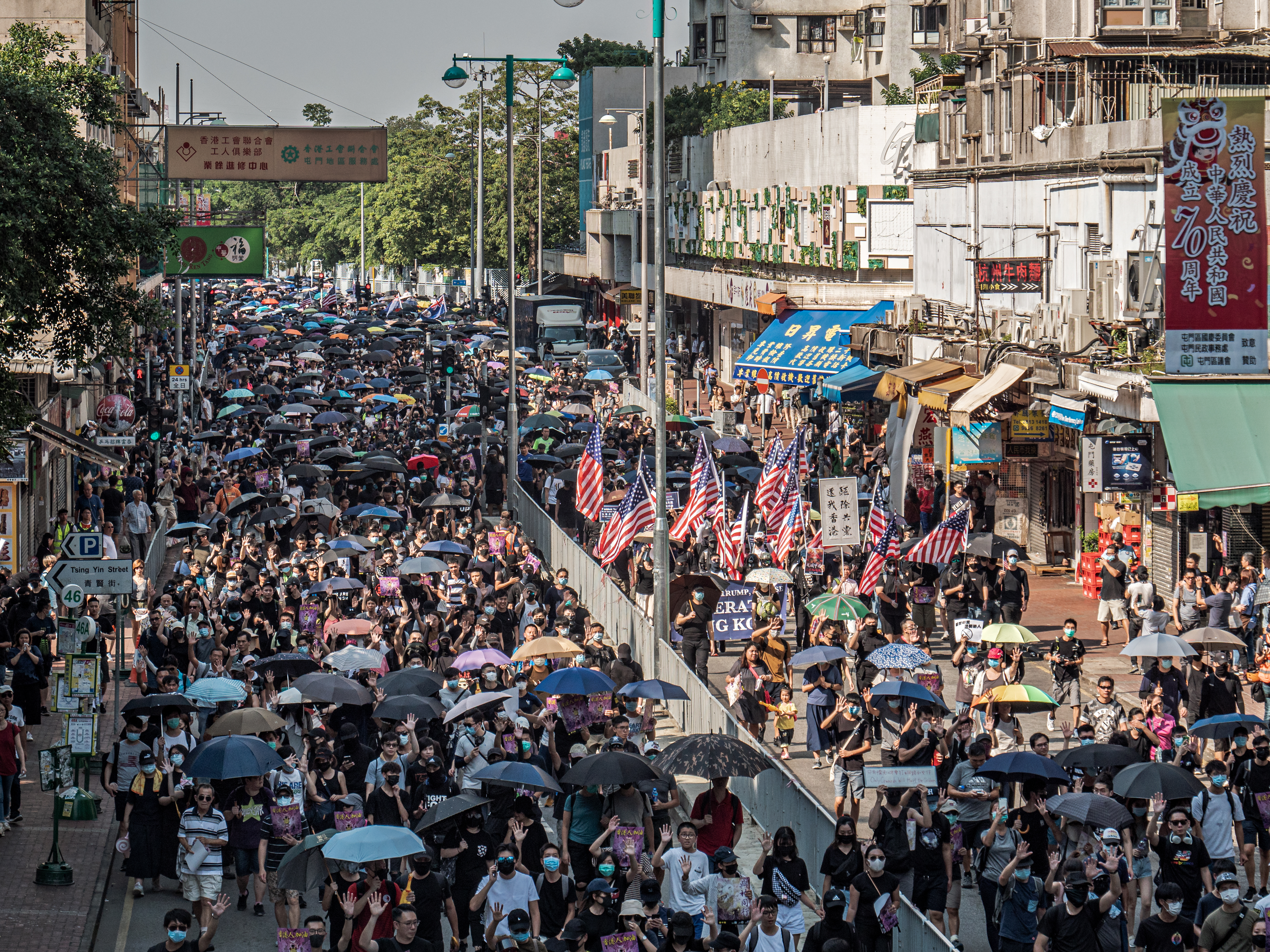
示威者遊行隊伍經過新墟屯門鄉事會路，不少人高舉美國國旗

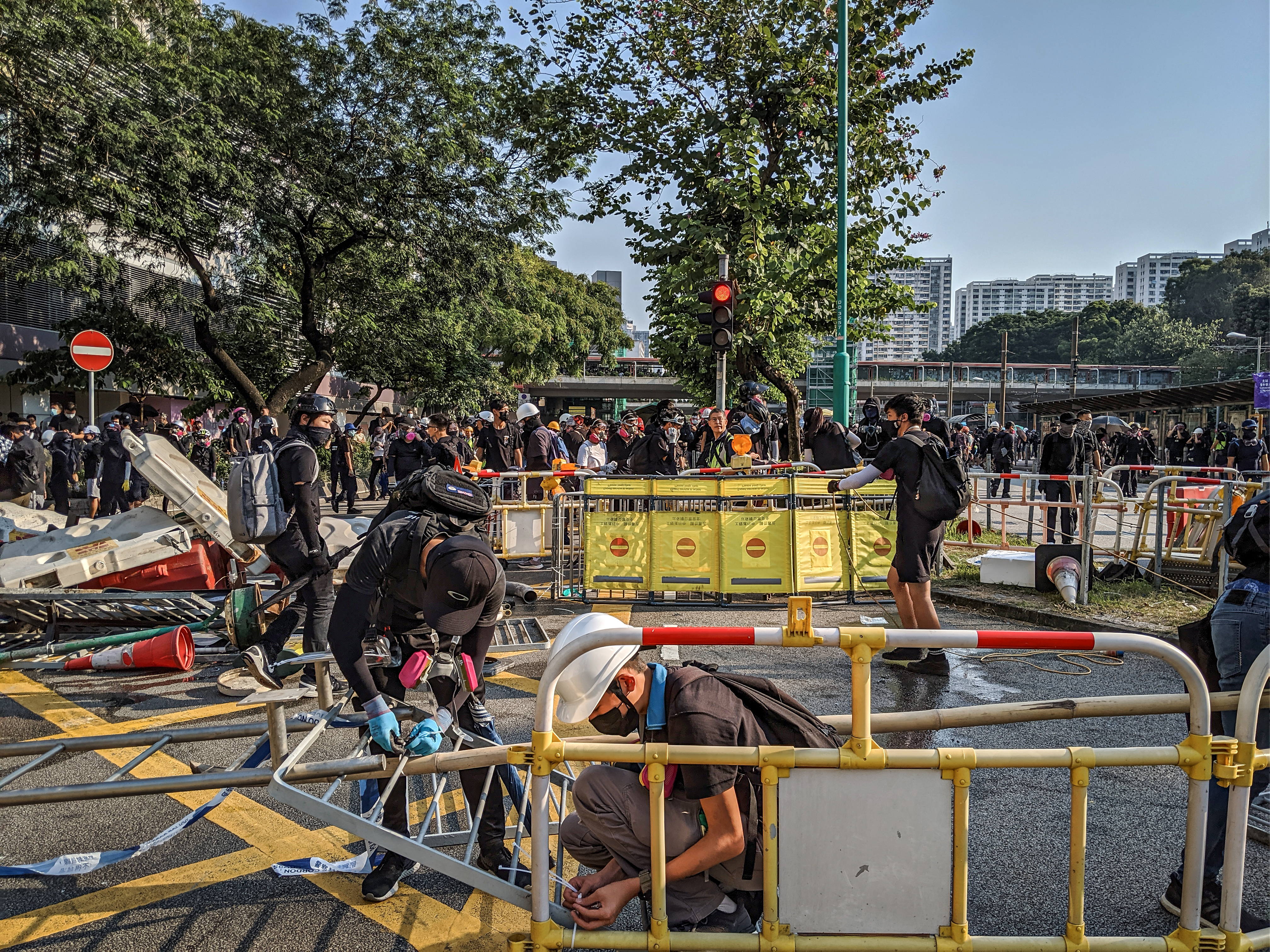
示威者在屯門鄉事會路近市中心位置設置路障

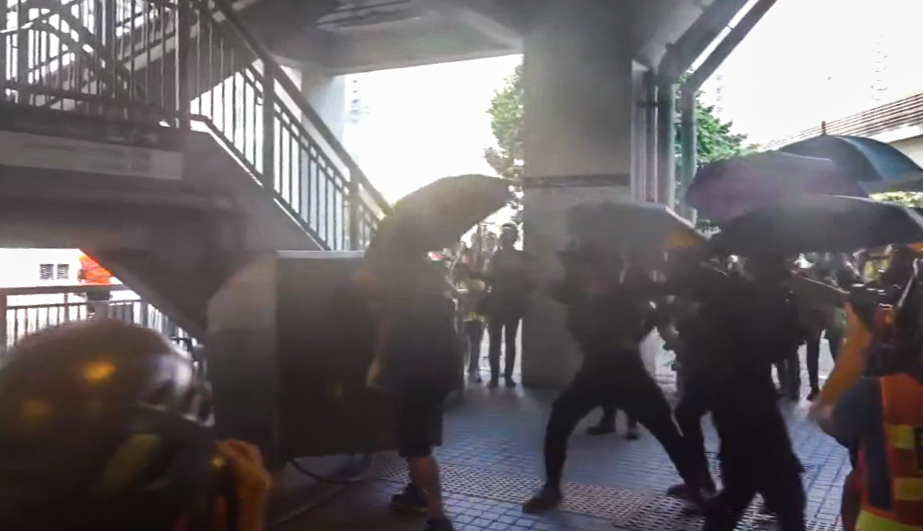
2019年9月21日下午4時，示威者在地面輕鐵站範圍打開消防喉

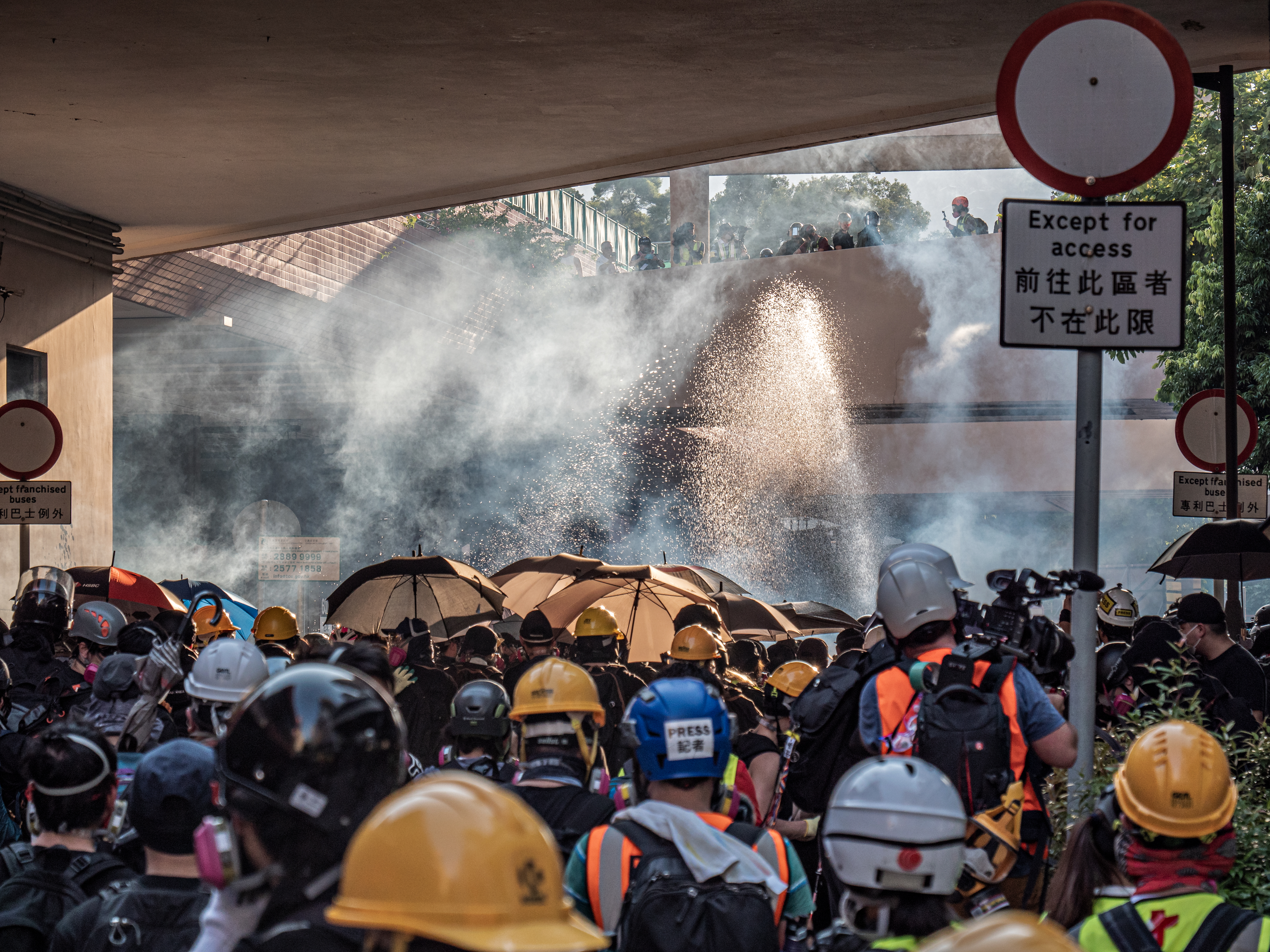
約5時，防暴警察在屯匯街施放催淚彈

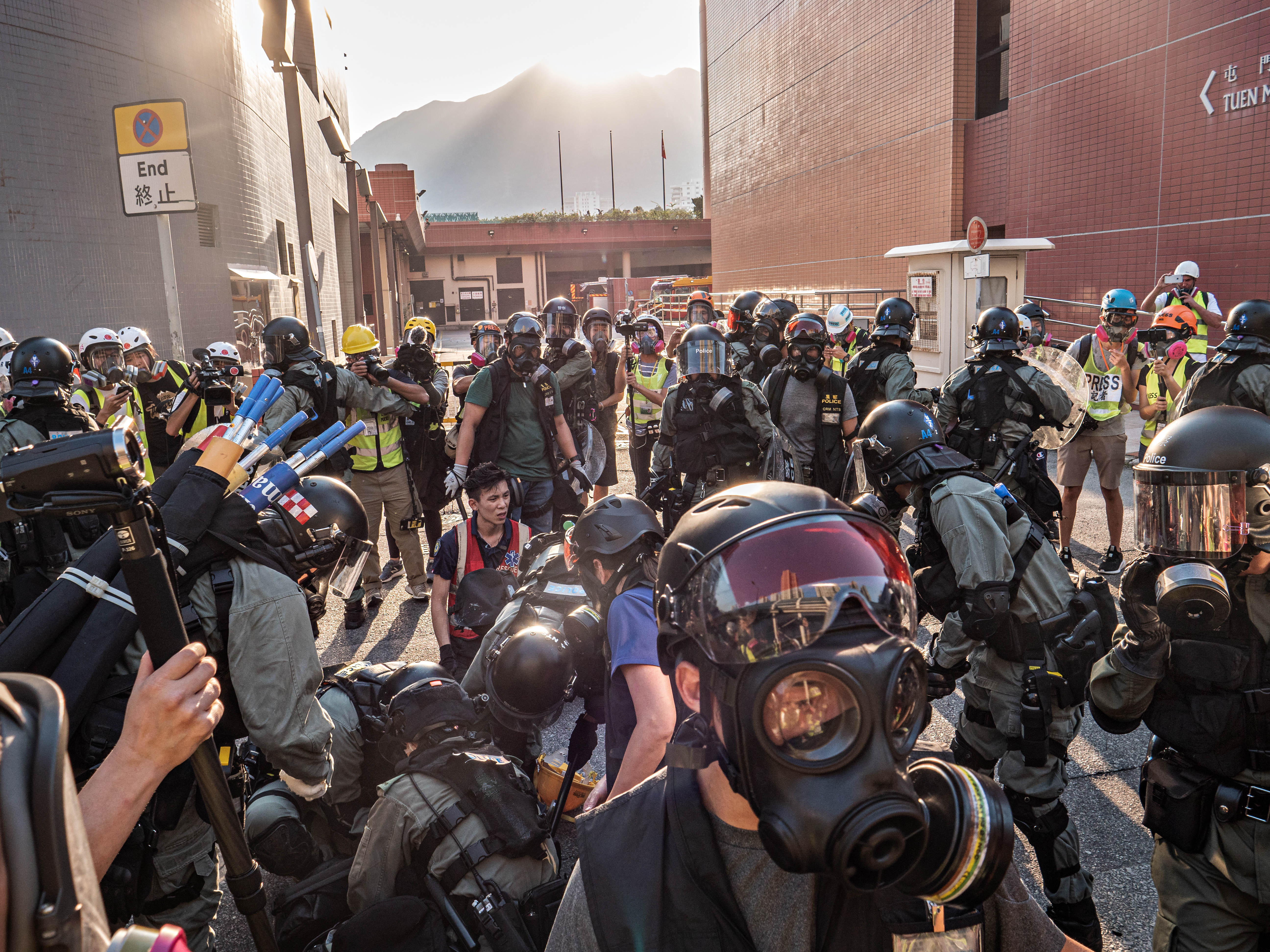
警方將義務急救員壓在地上，並帶走至少一人

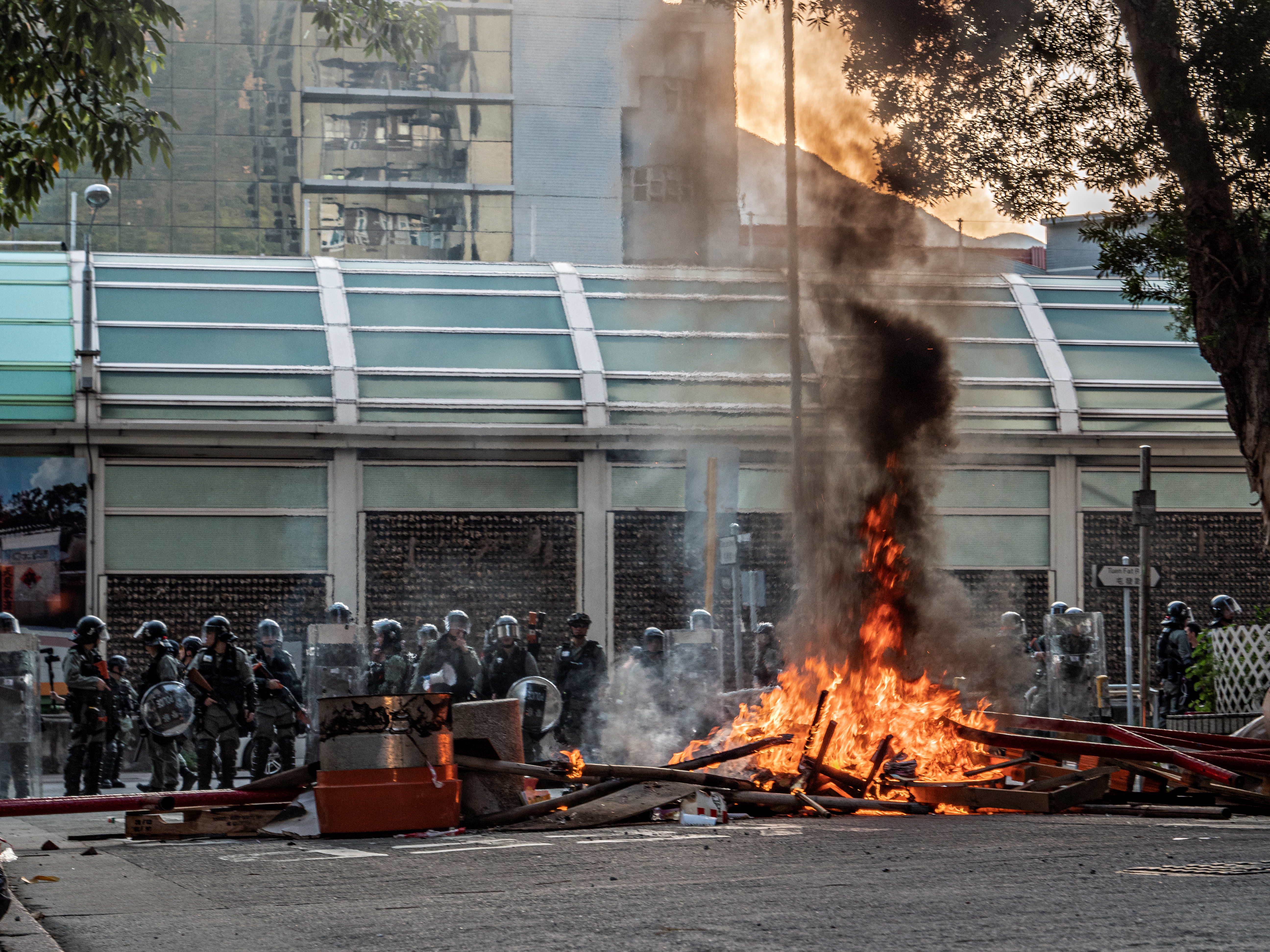
示威者於屯利街近華都花園設置路障和焚燒雜物

光復屯門公園遊行是指2019年9月21日於香港屯門舉行的示威活動。是次遊行由屯門公園衞生關注組發起，由屯門新和里遊樂場遊行至屯門政府合署，不滿7月同類遊行過後，屯門公園「大媽」噪音、疑似賣淫問題仍未改善。警方一度發出反對通知書，其後主辦方上訴得直。遊行主辦方估計有超過30,000人參與，警方則稱高峰期有4300人。遊行最後演變成警民衝突。

## 背景
2019年7月6日，屯門公園衞生關注組曾發起光復屯門公園遊行，表達相同訴求。及至9月，發起團體不滿7月遊行後一度收斂的「大媽問題」故態復萌，因此再度發起遊行，提出禁止打賞、正視屯門長者及民康設施不足、檢討康文署公園管理策略等五個訴求。

## 經過

### 遊行
下午1時，港鐵於因應遊行關閉屯門站。1時許，警方於屯門巴士總站外截查並拘捕一名黑衣青年，稱其改裝遮柄成尖物，涉嫌藏有攻擊性武器。
約3時，遊行隊伍起步，並叫喊「光復屯門，刻不容緩」、「小心禽流感，勿摸活家禽」等口號。由於遊行人士眾多，有人走出馬路，未有遵照不反對通知書規定。起步約10分鐘後，大批防暴警察一度到場舉起黃旗，警告在場人士違法，其後警員撤離。
約3時半，遊行隊伍經過屯門站，有防暴警察持盾戒備。有人走出杯渡路馬路，警方舉起黑旗警告會施放催淚煙。相若時間，有示威者於屯門大會堂外焚燒中華人民共和國國旗。同時，有示威者於屯門站外聚集，有人以雷射筆照向警員，警方施放胡椒噴劑和發射海綿彈驅散，示威者以滅火筒還擊。
約4時，主辦方稱因為警方已經出動海綿彈，宣布遊行完結。

### 警民衝突
主辦方宣布遊行結束後，有警員於屯門站附近截查多名戴有寫上「First Aid」（急救）頭盔和穿上反光衣的人士，並要求他們面向牆壁跪下。該批急救員最後被帶走。
約4時半，有示威者掘磚和於輕鐵路軌收集石塊，又破壞輕鐵站設施和設置路障。防暴警察再次舉起黑旗警告，並在屯匯街推進。同一時間，據香港獨立媒體網報道，V city商場外有警員截查義務救護員，並高呼「曱甴扮救護」（「曱甴」即蟑螂）和要求他們面壁屈膝，其後7人被捕。另外亦有示威者於防暴警察面前播放歌曲《肥媽有話兒》，導致所有防暴警察不斷後退。
約5時，防暴警察進一步推進，示威者投擲磚頭和燃燒彈，警方施放數枚催淚彈和橡膠子彈。期間有一名警員制服一名示威者，被多名示威者包圍和襲擊，有人懷疑企圖搶去警員佩槍。
其後，示威者向後退，有人進入屯門市廣場和新都商場，亦有人退至屯利街並焚燒雜物。警方再將三名義務急救員壓在地上，並帶走至少一人，指其曾經搶犯。有同行急救員則稱當時只是協助一名躺臥於路中心，沒有反應的示威者。約5時半，再有一名急救員被指管有第一部毒藥而被帶走。
近6時，港鐵因應警方要求，停止屯門區內輕鐵和港鐵巴士服務。有示威者於置樂花園附近設置路障和焚燒雜物，亦有市民指罵防暴警察，要求他們離開。至約6時半，示威者大致散去，警員亦登上警車離開。

## 後續

### 法庭提堂
- 屯門裁判法院於2020年4月15日判處一名在屯門衝突時在屯門大會堂外焚燒及踐踏國旗的21歲男咖啡師需要進行240小時社會服務令[19]。24日，律政司申請刑期覆核，上訴庭改判被告男子監禁20日[20]。

- 1名15歲男生於於屯門站公共交通交匯處巴士站，被警方查獲管有1支發射綠色強光的鐳射筆；及管有1把改裝雨傘和1支改裝行山杖。原被控「管有適合作非法用途的工具罪」，以及《公安條例》下在「公眾地方管有攻擊性武器罪」，他受審後於2019年11月7日於西九龍裁判法院少年庭裁決，惟裁判官裁決前引用《裁判官條例》，將首項控罪「管有適合作非法用途的工具罪」，改為「有意圖管有攻擊性武器罪」，並裁定所有罪名成立。[21]11月25日判入更生中心。[22]其後被告申請上訴，惟於2020年5月20日駁回。[23]

- 1名22歲女子於2019年9月21日，在屯門兆麟政府綜合大樓外的公眾地方，被警方查獲持有一條90公分長的水管，被控在公共場合持有攻擊性武器罪。被告認罪，2020年5月27日於屯門裁判法院被判入獄3個月。[24]

- 1名21歲男學生於2019年9月21日在屯門時代廣場外連同其他身份不詳者參與暴動，以及同日同地管有一支行山杖。被控暴動及在公眾地方管有攻擊性武器兩罪。男生否認控罪，經審訊後被裁定全部罪成。西九龍裁判法院暫委法官王詩麗強調案發時現場約有200多名示威者，造成交通癱瘓，加上有人向警方投擲磚頭及汽油彈，可見示威規模龐大。而被告站在示威者最前線，手持盾及行山仗與警方對峙，行山杖的末端為金屬尖頭，並無套上膠塞，有一定殺傷力。法官認為被告「一手持盾、一手持杖，儼如進入戒備狀態，隨時作戰」，加上站在前線下，認為他的角色積極，破壞社會安寧，罔顧法紀，必須判處阻嚇性刑罰。即時監禁是唯一選項。最後判囚4年3個月。[25]

- 1名13歲女童於2019年9月21日在屯門大會堂外和其他兩名不知名人士，公開和故意以焚燒及踐踏的方式侮辱國旗，被控侮辱國旗罪；同年9月27日於屯門裁判法院提堂。被告暫毋須答辯，控方申請押後案件，以待警方在案發附近的地方，即屯門大會堂、屯門公共圖書館、屯門市廣場的保安錄取證供；以及調查這三個地方的閉路電視錄影片段。控方不反對被告保釋，裁判官水佳麗批准被告以5000元保釋，每晚10時至翌日早上6時守宵禁令，以及每星期到警署報到一次；亦不得離開香港，須居於向法庭報稱的地址。案件押後至11月22日再提堂。並提醒陪伴被告上庭的父母「睇緊佢」，如果被告在保釋期間被捕，法庭可能不予以保釋。[26]11月22日，女童認罪；大律師郭憬憲引古思堯案的判詞求情，指被告事前沒有計劃燒旗，只是在當日的合法遊行中情緒高漲，問人借打火機行事。此外，她沒有使用助燃劑，火勢很快便自行熄滅，無人受傷。又透露，被告一家遭「起底」，有人恐嚇強姦、「接放學」等。被告看到父母偷哭，感到心痛慚愧。其父母則在求情信形容女兒聽話單純。辯方並呈上成績表，指被告不是無心向學的學生，且操行良好。被告承認出於無知及衝動犯案，沒有想到會影響他人的情緒。辯方澄清，她當時見到火勢似要增大，曾用腳踏旗滅火，該動作不是刻意踐踏國旗。他又提到其中史成績欠佳，未必想到國旗的意義。辯方回應裁判官，法庭上月就一宗成年被告侮辱國旗案判以200小時社會服務令，律政司正考慮就刑期上訴。他強調，此案被告年僅13歲，如法庭要對社會傳遞訊息，留待上訴庭就該案下判詞會更好。而且，年青人不尊重國家的原因很複雜，非一宗案件的判刑便可解決。

但水佳麗聞言則道被告要睇多啲中國歷史、民族多年嘅進程。這種侮辱自己國家的行為，在任何地方也不會被接受。現時很多人不尊重自己國家，升國旗、播國歌時會發噓聲，法庭需判以阻嚇刑罰，否則會令人覺得是小事。現時社會環境「極端」，重申此等侮辱行為無任何幫助。她直言姑勿論回歸22年，對中國大陸有無感情都好......講緊民族自尊，身為中國人唔去燒自己嘅國旗係最起碼嘅尊重。即使對祖國無感情，也不至於會無故侮辱，支旗無端端得罪你？明言想過拘留被告，但按其學校表現、案發情節等，被告非「狂妄之徒」，故最終決定先索取感化官報告量刑。定於12月13日判刑。12月13日，裁判官水佳麗判女童感化令1年。
大律師郭憬憲提及被告與感化官已就衝動問題詳談，現時已學懂以理性、文明的方式表達。除建議的1年感化令外，承諾按感化官命令行事，包括居於報稱地址、遵守每晚7時至翌晨7時的宵禁令，以及參與復康及小組輔導。郭大狀再呈上兩封由中學校長及足球隊教練的求情信，稱被告犯案後感到無比後悔，且對父母因本案受到恐嚇和騷擾感到慚愧。
水佳麗坦言報告正面，被告事實上也並非她上次提及的「狂妄之徒」，鑑於現時社會事件未見平息，故再度告誡被告，不要受人影響衝昏頭腦、「做任何事之前唔諗後果」是非常危險，有很多人已因此失去自由。水官指若她再犯更嚴重的案件，法庭不可能因為「年輕」就輕判，強調法庭有其職責，但期望事件對女童及其家人能就此畫上句號。水佳麗早前裁決時曾叮囑，被告身為中國人，侮辱國旗的行為等同侮辱民族自尊。水官又她多進修中國歷史，了解中華民族的進程。倘若本案非少年庭案件，坦言將毫不猶豫宣判被告還柙，以儆效尤。